# Sillapää
Sillapää är en ort i Estland. Den ligger i Räpina kommun och landskapet Põlvamaa, i den sydöstra delen av landet, 220 km sydost om huvudstaden Tallinn. Sillapää ligger 39 meter över havet och antalet invånare är 143.
Terrängen runt Sillapää är mycket platt, och sluttar österut. Runt Sillapää är det glesbefolkat, med 10 invånare per kvadratkilometer. Närmaste större samhälle är Räpina, 1,7 km nordost om Sillapää. I omgivningarna runt Sillapää växer i huvudsak blandskog.